# Đại học Central Florida
Đại học Central Florida (tiếng Anh: University of Central Florida hay UCF) là một viện đại học nghiên cứu công lập nằm ở thành phố Orlando, bang Florida, Hoa Kỳ. Đây là đại học lớn nhất Hoa Kỳ tính theo số lượng sinh viên ghi danh ở bậc đại học, cũng như số lượng sinh viên theo học tại một cơ sở.
Thành lập năm 1963 bởi Nghị viện Florida, UCF mở cửa năm 1968 dưới tên gọi Florida Technological University (Đại học Công nghệ Florida), với sứ mệnh cung cấp nhân lực hỗ trợ cho chương trình không gian đang phát triển của Mỹ tại Trung tâm Vũ trụ Kennedy và Trạm không quân Mũi Canaveral nằm dọc Bờ biển Không gian của Florida. Với phạm vi học thuật được mở rộng vượt ra khỏi mục tiêu ban đầu tập trung vào ngành kỹ thuật và công nghệ, "Florida Tech" được đổi tên thành "University of Central Florida" vào năm 1978. Cội rễ nghiên cứu không gian của trường vẫn được tiếp tục khi trường dẫn đầu Hiệp hội Trợ cấp Không gian Florida của NASA. Trong khi lượng ghi danh ban đầu của trường chỉ là 1.948 sinh viên thì nay trường đã có 64.318 sinh viên đến từ 157 quốc gia, toàn bộ 50 tiểu bang và Washington D.C.
Phần lớn lượng sinh viên theo học tại cơ sở chính của trường chỉ 13 dặm (21 km) phía đông-đông bắc khu trung tâm thành phố Orlando, và 35 dặm (56 km) phía tây Mũi Canaveral. Trường cấp bằng cho hơn 200 ngành học thông qua 13 phân khoa tại 10 cơ sở khu vực ở vùng miền Trung Florida, Cơ sở Khoa học Sức khỏe ở Hồ Nona, Đại học Quản lý Dịch vụ Khách hàng Rosen ở phía nam Orlando và Trung tâm Phương tiện Truyền thông Mới ở khu trung tâm Orlando. Kể từ khi thành lập, UCF đã cấp hơn 290.000 bằng tốt nghiệp, bao gồm 50.000 bằng nghề và sau đại học, cho hơn 260.000 cựu sinh viên khắp thế giới.
UCF là một đại học nhận trợ cấp cho nghiên cứu vũ trụ, và đã đóng góp nhiều công trình nghiên cứu quan trọng trong các lĩnh vực kỹ thuật, quang học, mô phỏng, truyền thông kỹ thuật số, quản trị kinh doanh, giáo dục, quản lý dịch vụ khách hàng, và nghệ thuật. Màu sắc chính thức của trường là đen và vàng, và logo của trường là Pegasus, "biểu tượng cho tầm nhìn của những khả năng không giới hạn."  Đội thể thao của trường, thường được biết với tên "UCF Knights" và được đại diện bởi chú linh vật Knightro, tranh tài ở NCAA Division I và American Athletic Conference.

## Học thuật
Đại học Central Florida được ủy nhiệm bởi Hiệp hội Các Trường Cao đẳng và Đại học Miền Nam Hoa Kỳ dựa theo Bộ Giáo dục Hoa Kỳ. Lịch học của UCF được xây dựng dựa trên hệ thống học kỳ với học kỳ thu kéo dài từ cuối tháng 8 đến đầu tháng 12, học kỳ xuân kéo dài từ đầu tháng 1 đến đầu tháng 5. Thêm vào đó, UCF cũng có bốn học kỳ hè A, B, C và D có độ dài khác nhau, kéo dài từ 6-12 tuần. Quỹ Carnagie cho Phát triển Giảng dạy xếp loại UCF là "một trường lớn có thời gian học 4 năm với đa số sinh viên không định cư tại trường" cùng một "chương trình đào tạo sau đại học toàn diện" với "mức độ nghiên cứu cao nhất".

### Sinh viên trường
|                                  | Trường | Florida | Hoa Kỳ |
| -------------------------------- | ------ | ------- | ------ |
| Mỹ gốc Phi                       | 11,1%  | 16,6%   | 13,1%  |
| Mỹ gốc Á                         | 6,1%   | 3%      | 5%     |
| Da trắng không có gốc Hispanic   | 50,9%  | 57%     | 63%    |
| Mỹ gốc Hispanic (tất cả sắc tộc) | 23,8%  | 23,2%   | 16,9%  |
| Mỹ bản địa                       | <1%    | 0,6%    | 1,4%   |
| Sinh viên quốc tế                | 3,2%   | N/A     | N/A    |

Sinh viên tại UCF bao gồm 55.773 sinh viên theo học bằng cử nhân. 8.066 sinh viên sau đại học và sinh viên chuyên nghiệp, 479 sinh viên tiến sĩ y khoa (M.D.) từ tất cả 67 quận của Florida, tất cả 50 bang và 152 quốc gia. Các chương trình du học cho phép sinh viên đi học và thực hiện nghiên cứu trong 42 chương trình tại 21 quốc gia. Mười ngành cử nhân lớn nhất tại UCF là quản trị kinh doanh, các ngành liên quan tới sức khỏe, tâm lý học, giáo dục, kỹ thuật, các ngành khoa học đời sống, các ngành kết hợp, truyền thông, nghệ thuật thị giác và biểu diễn, và các ngành khoa học xã hội.
Trong thiên niên kỷ mới, lượng tuyển sinh đã tăng 60% tại UCF, từ 33.453 năm 2000 lên 64.318 năm 2016. 11% trong số này là sinh viên sau đại học, và 55% là sinh viên nữ. 20% đội ngũ giảng dạy của UCF là người thiểu số. Theo ấn bản tháng 5 năm 2009 của tạp chí Hispanic Outlook in Higher Education, UCF là một trong 100 trường đại học tốt nhất tại Mỹ cho sinh viên gốc Hispanic theo đuổi bằng cử nhân. 22% sinh viên UCF trên 25 tuổi.
Do việc cắt giảm ngân sách và nhu cầu tăng cao của trường, Ban Giám hiệu trường, cùng với sự chấp thuận của Ban Quản trị và Nghị viện Florida, đã chấp thuận một mức tăng học phí 15% vào năm học 2012–13. Vào năm học 2017-18, mức học phí cử nhân là $212,28 một tín chỉ cho sinh viên nội bang Florida và $748,89 cho sinh viên ngoại bang. Học phí cho sinh viên sau đại học là $369,65 một tín chỉ cho sinh viên nội bang, và $1.194,05 cho sinh viên ngoại bang. Học phí trường y là $25.490 cho cả sinh viên nội và ngoại bang. Chi phí xấp xỉ hàng năm cho sinh viên bậc cử nhân là $17.285 cho cư dân thường trú ở Florida và $33.383 cho cư dân không thường trú tại Florida. Mức phí cho sinh viên sau đại học trong một năm là $22.072 cho sinh viên nội bang và $38.878 cho sinh viên ngoại bang. Khoảng 8% học phí được phân bổ cho việc hỗ trợ chương trình thể thao của trường.

### Phân khoa

#### Tổng quan
Trường có 13 phân khoa và cung cấp 90 chương trình học bậc cử nhân, 87 chương trình bậc thạc sĩ, 31 chương trình bậc tiến sĩ, 3 chương trình chuyên biệt và 1 chương trình chuyên nghiệp (y dược). Thêm vào đó, 75% giảng viên có học vị tiến sĩ và 46% thuộc biên chế nhà trường. 13 phân khoa có 41 trường hoặc bộ phận cấp bằng riêng biệt.
Theo lượng sinh viên, 3 đơn vị đào tạo bậc cử nhân lớn nhất là Trường Khoa học, Trường Kỹ thuật và Tin học và Trường Sức khỏe và Công vụ. Ở bậc sau đại học, Trường Đào tạo Sau Đại học có vai trò quản trị trung tâm cho việc giáo dục sau đại học ở trường. Các sinh viên sau đại học cũng thuộc một trong 12 trường còn lại ở UCF. Trường hiện đang chờ đợi sự chấp thuận cho Trường Nha khoa mà sẽ được giảng dạy tại Cơ sở Khoa học Sức khỏe ở Lake Nona.
Với việc xây dựng Trung tâm Y khoa Lake Nona cùng cơ sở mới ở trung tâm thành phố, UCF đã tái cấu trúc các trường và phân khoa vào năm 2018. Theo đó, Trường Giáo dục và Khả năng Con người cùng với Trường Sức khỏe và Công vụ sẽ chấm dứt hoạt động, các ngành đào tạo từ các trường này và từ một số trường hiện hữu sẽ cấu thành nên các trường mới là Trường Ngành nghề và Khoa học Sức khỏe (College of Health Professions and Sciences), Trường Đổi mới Đô thị và Giáo dục (College of Urban Innovation and Education) và Trường Truyền thông và Phương tiện mới (College of Communication and New Media).
| Khoa/Trường                             | Thành lập |
| --------------------------------------- | --------- |
| Nghệ thuật và Nhân văn                  | 2005      |
| Quản trị Kinh doanh                     | 1968      |
| Truyền thông và Phương tiện mới         | 2018      |
| Kỹ thuật và Tin học                     | 1966      |
| Đào tạo Sau Đại học                     | 2008      |
| Ngành nghề và Khoa học Sức khỏe         | 2018      |
| Y dược                                  | 2006      |
| Điều dưỡng                              | 2007      |
| Quang học và Photon                     | 2004      |
| Trường Quản lý Dịch vụ Khách hàng Rosen | 1983      |
| Khoa học                                | 2005      |
| Đào tạo Cử nhân                         | 2015      |
| Đổi mới Đô thị và Giáo dục              | 2018      |
| Trường Danh dự Burnett                  | 1998      |

### Thư viện
Mục tiêu của hệ thống thư viện Viện Đại học Central Florida là "hỗ trợ việc nghiên cứu, giảng dạy, học tập và phục vụ các cam kết với sinh viên và cán bộ giảng dạy thông qua quyền tiếp cận rộng rãi tới các nguồn tư liệu thư viện và các dịch vụ hỗ trợ sử dụng tư liệu."
Các bộ sưu tập của Hệ thống thư viện Viện Đại học Central Florida bao gồm 2,2 triệu ấn phẩm, 3,2 triệu bản vi phim, 330.000 tài liệu chính phủ, 10.000 tạp chí điện tử đăng ký dài hạn bản đầy đủ, 650.000 sách điện tử, 40.000 tựa đĩa, 43.000 tựa báo, tạp chí định kỳ cùng với các bộ sưu tập đặc biệt và tư liệu lưu trữ của trường. Một số bộ sưu tập tiêu biểu bao gồm bộ sưu tập Bryant West Indies, bộ sưu tập Van Sickle Leftist Pamphlet, bộ sưu tập Book Arts, các bộ sưu tập về tài liệu trong lĩnh vực du lịch và dịch vụ khách hàng, và các tài liệu về lịch sử vùng miền trung Florida. Hệ thống thư viện UCF là một đối tác của Hệ thống Thư viện Đại học Tiểu bang của (Florida State University System of Florida Libraries). Phần lớn các bản sách in và đĩa được lưu trữ tại Thư viện John C. Hitt, nằm ở khuôn viên chính của trường, được mở cho sinh viên, giảng viên và công chúng 7 ngày một tuần. Thư viện của 5 tầng và đây cũng là tòa nhà đầu tiên được xây dựng trong khuôn viên trường. Tác phẩm điêu khắc của Leonardo Nierman mang tên Flame of Hope được trưng bày ngay trước cửa vào của toà nhà.